# المكون اليهودي في الحضارة الغربية
المكون اليهودي في الحضارة الغربية هو كتاب صدر عام 2007 للدكتور سعد البازعي، ويتناول طبيعة الإسهام اليهودي في الحضارة الغربية انطلاقاً من أطروحة أساسية هي أن المفكرين والمبدعين من ذوي الخلفية الدينية والثقافية اليهودية الذين ظهروا في الغرب منذ القرن السابع عشر تأثروا في أطروحاتهم بما حملوه من خلفيات وبمواقعهم الاجتماعية بوصفهم ينتمون إلى أقليات تسعى إلى تثبيت مواقعها في المجتمعات الغربية التي ناصبت الجماعات اليهودية العداء على مر القرون. وعلى الرغم من تضاؤل مساحة العداء في العصر الحديث، فقد ظل الكثير من أولئك الكتاب والمفكرين والمبدعين ينطلقون من شعور أقلوي. من أولئك، حسب ما يتضمن الكتاب" سبينوزا، وماركس، ودزرائيلي، وهاينه، وفرويد، وأدورنو، ودريدا، وهارولد بلوم.